# Кордебалет
Кордебале́т (фр. corps de ballet) — артисты балета, исполняющие массовые танцевальные номера; ансамбль из танцовщиков и танцовщиц, в балете, а также опере, оперетте и мюзикле.
По своей функции кордебалет подобен хору в опере. Солирующий артист, который ведёт танец, называется корифей, вокруг него и группируется кордебалет. Искусство кордебалета требует предельной групповой слаженности и точности движений. Танец кордебалета аккомпанирует танцу балерины, премьера, и других солистов, обрамляет его.
В классическом балете традиционно большую роль играет женский кордебалет. Разнообразные массовые танцы с множеством живописных позировок имели большое значение в постановках Артура Сен-Леона — так что хореографа даже критиковали за их избыточность. Из сохранившегося наследия XIX века шедеврами хореографии считаются «Молитва виллис» из II акта балета «Жизель» (хореография Жана Коралли в редакции Мариуса Петипа), «Выход теней» из «Баядерки» и «Картина нереид» из «Спящей красавицы» Мариуса Петипа, «Картина лебедей» из «Лебединого озера» в постановке Льва Иванова.
Совсем другую роль кордебалету отводили в своих спектаклях Александр Горский («Дон Кихот», 1900) и Михаил Фокин («Шехеразада», 1910,"Петрушка" 1911) — хореографы-новаторы начала XX века, они добивались от артистов кордебалета живой актёрской реакции, сценического общения, импровизационного отношения к происходящему на сцене — как это требовалось в драматическом театре согласно «школе переживания» Станиславского.
В XX веке в «Русских балетах» Дягилева Бронислава Нижинская («Свадебка», 1923) и Джордж Баланчин («Блудный сын», 1929) экспериментировали с геометрическими, визуально выразительными построениями кордебалета.
В неоклассической хореографии, в первую очередь у Джорджа Баланчина, кордебалет занимает особую роль: здесь ансамбль — полноправный участник спектакля, и каждая танцовщица должна демонстрировать те же качества, что и балерина.
Мужской кордебалет получил большое значение у таких хореографов, как Морис Бежар («Весна священная», 1959, «Болеро», 1961, «Девятая симфония», 1964) и Джон Ноймайер (Симфонии Густава Малера, 1975—1994). У современных хореографов, таких как Иржи Килиан и Начо Дуато границы между солистами и кордебалетом стираются — нередко в их постановках все танцовщики выполняют равноценную творческую задачу.
В балете существует понятие «глухой кордебалет»: в переносном смысле это означает «отодвинуть исполнителя на второй план, на второстепенные роли».